# Wayne Julies
Wayne Julies (Paarl, 23 de octubre de 1978) es un exjugador sudafricano de rugby que se desempeñaba como centro. Representó a los Springboks de 1999 a 2007 y se consagró campeón del mundo en Francia 2007.

## Carrera
Debutó en los Boland Cavaliers de la Currie Cup en 1997 y en 1999 llegó al Súper Rugby mediante los Bulls. Al final de su carrera se unió al Provence Rugby, un equipo francés del Rugby Pro D2, pero solo disputó una temporada y debió retirarse por una lesión en la rodilla.

## Selección nacional
Representó a los Baby Boks y con ellos ganó el Torneo SANZAR/UAR M21 de 1999. Su desempeño con el seleccionado juvenil lo hizo famoso en su país y le permitió ser contratado por los Bulls.

### Springboks
Siempre fue un suplente, Nick Mallett lo llevó al seleccionado para el mundial de Gales 1999 causando sorpresa y no volvió a ser convocado por él. Harry Viljoen y Rudolf Straeuli no lo tuvieron en cuenta, prefirieron a Adrian Jacobs, Robbie Fleck y Grant Esterhuizen.
Jake White lo probó anualmente, para el Torneo de las Tres Naciones 2007 decidió dar descanso a sus estrellas y seleccionó a jugadores de segundo nivel, entre ellos a Julies. En total jugó 11 partidos y marcó dos tries.

## Participaciones en Copas del Mundo
En Gales 1999 jugó siendo titular contra España y a Francia 2007 fue convocado de emergencia, para reemplazar al lesionado Jean de Villiers y solo enfrentó a Tonga, como titular.
| Mundial                       | Sede    | Resultado     | PJ | Tries |
| ----------------------------- | ------- | ------------- | -- | ----- |
| Copa Mundial de Rugby de 1999 | Gales   | Tercer puesto | 1  | 0     |
| Copa Mundial de Rugby de 2007 | Francia | Campeón       | 1  | 0     |

## Palmarés
- Campeón del Súper Rugby de 2007 y 2009.